# Adoración Apolo
Adoración Apolo Sánchez, conocida deportivamente como Dori o Dori Apolo, (Mataró, 26 de abril de 1979) es una atleta y futbolista española.
Se inició en el atletismo, proclamándose campeona de Cataluña y de España de lanzamiento de jabalina en categoría juvenil. También residió durante tres años en el Centro de Alto Rendimiento de Sant Cugat del Vallès. A los 26 años se inició en la práctica del fútbol compitiendo con el Cerdanyola de Mataró. En verano de 2006 fichó por el Club Deportivo San Gabriel, con el que gana el título de la Primera Nacional (2009-10) y consiguió el ascenso a la Superliga española. Posteriormente, jugó en el Club de Fútbol Badalona y Club Esportiu Mataró.
Entre otros reconocimientos, recibió el premio Consol Noguera i Seda en 2024.